# Индонезија на Светском првенству у атлетици на отвореном 2015.
Индонезија је учествовала на Светском првенству у атлетици на отвореном 2015. одржаном у Пекингу од 22. до 30. августа четрнаести пут. Репрезентацију Индонезије представљао је један такмичар који се такмичио у трци на 100 метара.,
На овом првенству Индонезија није освојила ниједну медаљу, нити је постигнут неки рекорд.

## Учесници
Мушкарци:
- Yaspi Boby — 100 м

## Резултати

### Мушкарци
| Атлетичар  | Дисциплина | Лични рекорд | Предтакмичење | Предтакмичење | Квалификације | Квалификације | Полуфинале           | Полуфинале           | Финале               | Финале       | Детаљи                                      |
| Атлетичар  | Дисциплина | Лични рекорд | Резултат      | Место         | Резултат      | Место         | Резултат             | Место                | Резултат             | Место        | Детаљи                                      |
| ---------- | ---------- | ------------ | ------------- | ------------- | ------------- | ------------- | -------------------- | -------------------- | -------------------- | ------------ | ------------------------------------------- |
| Yaspi Boby | 100 м      | 10,44        | 10,85 кв      | 4. у гр 3     | 10,65         | 8. у гр 1     | Није се квалификовао | Није се квалификовао | Није се квалификовао | 45 / 68 (71) | Архивирано на веб-сајту (24. новембар 2015) |